# Бернардо Силва
Бернардо Силва е португалски футболист, полузащитник на Манчестър Сити и националния отбор по футбол на Португалия.
Роден е на 10 август 1994 г. в столицата на Португалия – Лисабон. Започва професионалната си кариера през 2013 г., като участва за дублиращия и основния отбор на Бенфика. През сезон 2014/15 играе под наем в АС Монако и впоследствие подписва постоянен договор с френския тим. Печели титлата в Лига 1 през сезон 2016/17, след което е трансфериран в Манчестър Сити за сумата от 43,5 млн. паунда.
Дебютира за националния отбор по футбол на Португалия през 2015 г. и триумфира в турнира Лига на нациите през сезон 2018/19.

## Постижения
Бенфика
- Примейра Лига: 2013/14
- Купа на Португалия: 2013/14
- Купа на Португалската лига: 2013/14

Монако
- Лига 1: 2016/17

Манчестър Сити
- Английска висша лига: 2017/18, 2018/19
- ФА Къп: 2018/19
- Купа на Футболната лига: 2017/18, 2018/19
- Къмюнити Шийлд: 2018

Португалия
- Лига на нациите: 2018/19